# SpellForce 2: Faith in Destiny
SpellForce 2: Faith in Destiny är den andra expansionen för SpellForce 2, som utvecklats av indiska studio Trine Games. Den släpptes den 19 juni 2012, efter flera förseningar.